# Lutgert van Buderick
Lutgert van Buderick (* 1383 in Büderich; † 1453 in Deventer) war eine deutsche Ordensschwester im Mutterhaus der Schwestern vom gemeinsamen Leben.

## Leben
Sie trat 1403 nur wenige Jahre nach der Gründung in das Schwesternhaus zu Deventer ein. Rudolf Dier van Muiden, Priester im Heer Florenshuis und ab 1432 Rektor der fünf Deventer Schwesternhäuser schrieb Biographien der frühesten Anhänger, so auch über das Leben von Schwester Lutgert van Buderick. Es wird berichtet, dass sie um die schwersten Arbeiten bat und diese im Alter nicht mehr verrichten konnte.